# Brachioppia koki
Brachioppia koki är en kvalsterart som beskrevs av Sandór Mahunka 1985. Brachioppia koki ingår i släktet Brachioppia och familjen Oppiidae. Inga underarter finns listade.